# Lougourougoumbou
Lougourougoumbou är en by i regionen Mopti i Mali. Där fanns omkring 600-700 invånare år 2010. Byn befinner sig 17 km nordost från Bandiagara. Den nuvarande borgmästaren, eller "Chef de Village", är Nindiou Kassougné.

## Skolan i byn
Byggandet av byns skola år 1995 var stött av Lessing-Gymnasium Köln, som fortfarande ger ekonomiskt stöd.